# Особняк Равіч-Думітрашко

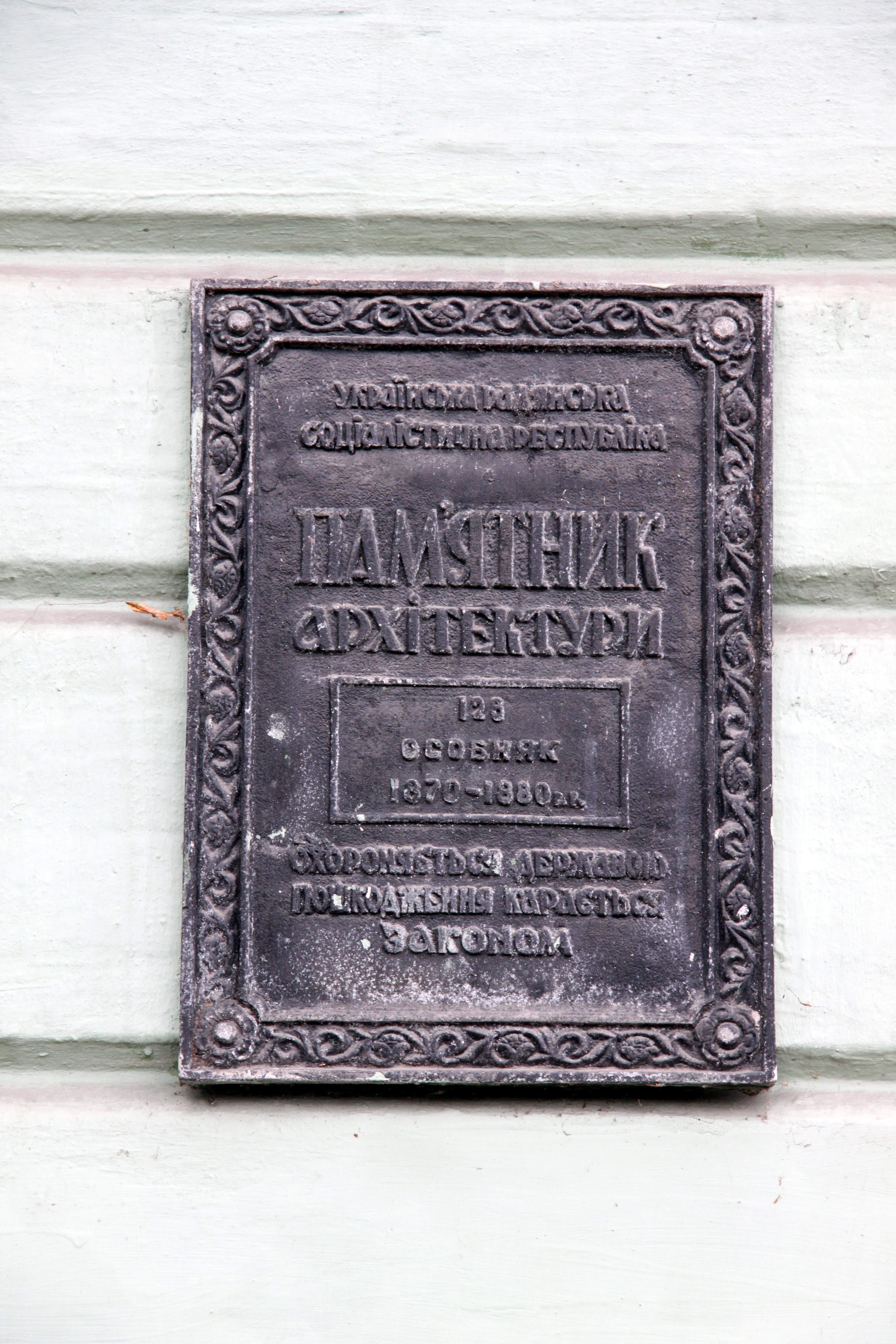

Особняк Равіч-Думітрашко — пам'ятка архітектури місцевого значення у Печерському районі міста Києва. Охоронний номер 126. Особняк розташовано на розі вулиць Інститутської та Ольгинської. Зразок забудови Липок кінця XIX — початку XX століть.

## Загальний опис пам'ятки
Особняк датується кінцем 1890-х років, оскільки у нього є фасад, що виходить на вулицю Ольгинську, яка була прокладена наприкінці XIX століття. Це — двоповерховий будинок із цегли з асиметричними фасадами. Північний (парадний) фасад виходить на Інститутську вулицю, бічний — на Ольгинську. З лівого боку північний фасад прикрашає ризаліт, з правого — напівкругла ротонда. Будинок будувався як двоквартирний. Спільний портал для парадних дверей. Є третій вхід на західному фасаді.
Фасади — з елементами неоренесансу та необароко. Збереглося оздоблення інтер'єрів — рустовані стіни, ковані огородження, ліпнина (стеля, карнизи, розетки).

## Історія
Садиба, де було споруджено особняк, належала родині Равіч-Думітрашко. Попередня адреса — Інститутська, 28. Потім, на початку XX століття, садиба стала власністю Арія-Гершка Симховича Лібермана. Перший поверх він здавав Олені Миколаївні Бенуа, вдові генерал-майора. У 1918 році тут були німецькі війська. У ніч на 6 жовтня 1919 року Гершка Лібермана було «злодійськи вбито». Свого часу тут були охоронна комендатура Київського губреввійськтрибуналу (1922–1923 рр.), штаб 45-ї Волинської дивізії (1925–1935 рр.). Після цього тут мешкав Сєнін Іван Семенович.
Зараз тут розміщуються постійні комісії Верховної ради України.